# Lijst van moskeeën in Italië en Malta
Deze lijst omvat moskeeën in Italië en Malta.
| Naam                       | Afbeelding | Stad                 | Regio          | Inhuldiging | Stijl | Opmerkingen                                             |
| -------------------------- | ---------- | -------------------- | -------------- | ----------- | ----- | ------------------------------------------------------- |
| Assalam-moskee             |            | Vercelli             | Piëmont        |             |       |                                                         |
| Albenga-moskee             |            | Albenga              | Ligurië        | 2013        |       |                                                         |
| Bologna-moskee             |            | San Pietro in Casale | Emilia-Romagna |             |       | Moskee van de ahmadiyya gemeenschap.                    |
| Colle di Val d'Elsa-moskee |            | Colle di Val d'Elsa  | Toscane        | 2013        |       |                                                         |
| Ettakwa-moskee             |            | Mazara del Vallo     | Sicilië        |             |       |                                                         |
| Forlì-moskee               |            | Forlì                | Emilia-Romagna | 2017        |       |                                                         |
| Mariam Al-Batool-moskee    |            | Paola                | Malta          | 1982        |       | Het is de enige officiële moskee in Malta.              |
| Misericordia-moskee        |            | Catania              | Sicilië        | 2012        |       | Het is de grootste moskee in Zuid-Italië.               |
| Mohammed VI-moskee         |            | Turijn               | Piëmont        | 2013        |       |                                                         |
| Moskee van Omar            |            | Catania              | Sicilië        | 1980        | Moors | Het is de eerste moskee in Italië sinds de reconquista. |
| Moskee van Rome            |            | Rome                 | Lazio          | 1995        |       | Het is de grootse moskee van Italië.                    |
| Moskee van Segrate         |            | Segrate              | Lombardije     | 1988        |       |                                                         |
| Palermo-moskee             |            | Palermo              | Sicilië        | 1990        |       | Was voorheen een kerk.                                  |
| Ravenna-moskee             |            | Ravenna              | Emilia-Romagna | 2013        |       | Het is de tweede grootste moskee van Italië.            |